# Iulius Sabinus (Gegenkaiser)
Iulius Sabinus (vermutlich Gaius Iulius Sabinus; † wahrscheinlich 79 in Rom) war ein römischer Gegenkaiser in Gallien in der Regierungszeit des Kaisers Vespasian im Jahr 70. Er stammte aus einem vornehmen lingonischen Geschlecht und gab sich als (illegitimer) Urenkel Caesars aus.

## Leben
Im Jahre 69 zettelte Iulius Civilis nach dem Tod Kaiser Neros eine
Erhebung der linksrheinischen Germanenstämme gegen Rom an. Ziel war angeblich ein von Rom unabhängiges Imperium. Nach und nach schlossen sich immer mehr Stämme – auch in Gallien – der Revolte an, unter anderem der Stamm der Treverer unter Iulius Classicus und der Lingonen unter Iulius Sabinus.
Die früheren Parteigänger des ermordeten Vitellius verweigerten dessen Nachfolger Vespasian die Gefolgschaft. Den ersten Erfolg erzielten die Aufständischen im Januar 70, als sie zwei römische Legionen besiegten. Iulius Sabinus rief sich zum Kaiser aus und erklärte Augusta Treverorum (Trier) zu seiner Residenz. Nach Ende der Wirren im Vierkaiserjahr brachte Vespasian durch Truppen unter dem General Quintus Petillius Cerialis die verlorenen Gebiete wieder unter Kontrolle des Reiches.
Sabinus war schon vorher nach einer Niederlage gegen die mit Vespasian verbündeten Sequaner untergetaucht. Nach einem legendenhaft ausgeschmückten Bericht Plutarchs soll Sabinus sich neun Jahre lang in einem unterirdischen Gewölbe verborgen haben. Im Jahr 79 sei er entdeckt, mit seiner Frau Empona (bei Tacitus: Epponina) in der Hoffnung auf Begnadigung nach Rom gebracht und hingerichtet worden.